# Guerra civil somalí (2009-presente)
La segunda guerra civil somalí se concentra en el sur y el centro de Somalia y partes del noreste de Kenia. Comenzó a principios de febrero de 2009 con el conflicto entre las fuerzas del Gobierno Federal de Somalia, asistidas por tropas de mantenimiento de la paz de la Unión Africana, y varios grupos y facciones militantes. La violencia ha desplazado a miles de personas en el sur del país. La guerra civil también ha visto enfrentamientos entre los sufíes Ahlu Sunna Waljama'a y Al-Shabaab.
El 16 de octubre de 2011, el ejército de Kenia cruzó la frontera hacia Somalia en la Operación Linda Nchi contra al-Shabaab. Su objetivo era apoderarse de Kismaayo y establecer una zona de amortiguamiento contra al-Shabaab. En 2012, Kismaayo fue capturado.
En agosto de 2014, se lanzó la Operación Océano Índico dirigida por el gobierno somalí para limpiar los focos restantes en manos de los insurgentes en el campo.
El 14 de octubre de 2017, un atentado suicida con camión bomba en Mogadiscio mató al menos a 500 personas e hirió a más de 300.

## Fondo
Establecido en 2004 y reconocido internacionalmente, el apoyo del Gobierno Federal de Transición (TFG, por sus siglas en inglés) en Somalia fue decayendo hasta que en 2006, respaldado por Estados Unidos, el ejército etíope intervino, lo que ayudó a expulsar a la Unión de Tribunales Islámicos (ICU, por sus siglas en inglés) rival en Mogadiscio y solidificar el TFG. Después de esta derrota, la UCI se dividió en varias facciones diferentes. Algunos de los elementos más radicales, incluido al-Shabaab, se reagruparon para continuar con su insurgencia contra el GFT y oponerse a la presencia militar etíope en Somalia. A lo largo de 2007 y 2008, al-Shabaab obtuvo victorias militares y tomó el control de ciudades y puertos clave tanto en el centro como en el sur de Somalia. A fines de 2008, el grupo había capturado Baidoa pero no Mogadiscio. Para enero de 2009, al-Shabaab y otras milicias lograron obligar a las tropas etíopes a retirarse del país, dejando atrás una fuerza de mantenimiento de la paz de la Unión Africana (UA) insuficientemente equipada. Se produjo un acuerdo para compartir el poder entre un grupo disidente islamista liderado por la facción de la Alianza para la Reliberación de Somalia (ARS-D) de Sharif Sheid Ahmed y el primer ministro del Gobierno Federal de Transición, Nur Hassan Hussein, en Yibuti. Al-Shabaab, que se había separado de los islamistas moderados de la insurgencia, rechazó el acuerdo de paz y siguió tomando territorios. Se le unió Hizbul Islam, que es una fusión de cuatro grupos islamistas, incluida la Alianza para la Reliberación de Somalia, la facción Asmara. Otro grupo islamista, Ahlu Sunna Waljama'a, aliado con el GFT y apoyado por Etiopía, continúa atacando a al-Shabaab y tomando ciudades también, aunque solo ha sido efectivo en la región de Galguduud, donde expulsó a al-Shabaab de la mayor parte de la región central.
Después de que el parlamento admitiera a 275 funcionarios de la oposición islamista moderada, el líder del ARS, Sheikh Ahmed, fue elegido presidente del TFG el 31 de enero de 2009. Desde entonces, los islamistas radicales de al-Shabaab han acusado al nuevo presidente del Gobierno Federal de Transición de aceptar el gobierno secular de transición y han continuado la guerra civil desde que llegó a Mogadiscio al palacio presidencial a principios de febrero de 2009.

## Cronología

### 2009-10: comienza la guerra
Al-Shabaab también prometió luchar contra el gobierno. El 4 de febrero de 2009, cuatro grupos islamistas, incluida la rama eritrea del ARS de Hassan Dahir Aweys, se fusionaron y crearon el grupo Hisbi Islam, para oponerse al nuevo gobierno de Sharif Sheikh Ahmed. El nuevo presidente del TFG, Sheik Sharif Sheik Ahmed, llegó a Mogadiscio como presidente por primera vez el 7 de febrero de 2009. Al-Shabaab y otros islamistas radicales comenzaron a disparar contra el nuevo presidente del TFG horas después. Acusaron al nuevo presidente de aceptar el gobierno laico de transición.
El 8 de febrero, estallaron intensos combates en el sur de Mogadiscio. El líder de al-Shabaab, el jeque Mukhtar Robow (Abu Mansur), se reunió con Sharif Ahmed para mantener conversaciones de paz durante su visita a Mogadiscio, mientras que Omar Iman rechazó al presidente. Durante estas negociaciones, Sharif Ahmed dijo que estaría preparado para hacer cumplir la Ley Sharia en Somalia, que era la principal demanda de los grupos radicales. Sin embargo, el jeque Mukhtar Robow, ex portavoz de Al-Shabab, negó haber hablado con Sharif Ahmed y prometió seguir luchando hasta que se cumplieran sus demandas de la ley sharia. Sheikh Mukhtar Robow advirtió a Nigeria contra el envío de fuerzas de paz a Somalia, ya que al-Shabaab ve a las fuerzas de paz de la UA como fuerzas de ocupación. Dos días después, Al-Shabaab lanzó una ofensiva para tomar la provincia de Bakool. Los funcionarios del gobierno que habían sido expulsados de Baidoa habían estado reuniendo tropas en la ciudad de Hudur (Xudur) y planeando una gran ofensiva para retomar Baidoa. Las fuerzas islamistas atacaron la provincia y llegaron a la capital donde iniciaron una batalla contra las fuerzas gubernamentales. En Galmudug, la milicia del Clan tomó la ciudad de Masagaway de manos de Al-Shabaab, mientras que también había combates en Warsheekh.
El portavoz de Al-Shabaab en ese momento, Sheikh Mukhtar Robow (Abu Mansur), rechazó los informes de varios medios de comunicación de que se había llegado a un acuerdo mutuo entre él y el recién elegido presidente Sharif Ahmed. En su declaración del 12 de febrero, también agregó que no tenía intención de contactar al presidente sobre ningún asunto y que continuarían luchando contra las tropas extranjeras y lo que describió como un gobierno "apóstata". Al-Shabaab también juró la guerra contra el nuevo gobierno. El 22 de febrero, un doble atentado suicida con bomba contra una base de la UA en Mogadiscio dejó 11 soldados burundeses muertos y otros 15 heridos. Dos días después, estallaron intensos combates en la ciudad cuando las fuerzas del Gobierno Federal de Transición y la Unión Africana intentaron recuperar la ciudad de manos de las fuerzas islamistas radicales. Los combates duraron dos días y mataron a 87 personas, entre ellas: 48 civiles, 15 insurgentes y 6 policías del TFG. Al mismo tiempo que estallaban los combates en Mogadiscio, las fuerzas de Al-Shabaab tomaron la ciudad de Hudor, al noroeste, en combates que mataron a otras 20 personas: 10 soldados del TFG, 6 insurgentes y 4 civiles. El 28 de febrero, parecía que Hisbi Islam firmaría un alto el fuego con el Gobierno Federal de Transición. Sin embargo, el 1 de marzo quedó claro que no se otorgaría un alto el fuego, a pesar de que el presidente Sharif Ahmed aceptó las propuestas de tregua y se ofreció a aceptar la implementación de la ley Sharia, pero se negó a trasladar tropas de las áreas civiles a pesar de que los islamistas lo hicieron. Al-Shabaab anunció el 6 de mayo que continuaría la guerra incluso si la AMISOM se retiraba. El gobierno somalí, a su vez, anunció posteriormente un bloqueo inmediato de las pistas de aterrizaje y los puertos marítimos bajo el control de los insurgentes para detener el flujo de armas que llegaba a ellos.

#### Batalla de Mogadiscio y Somalia central
El 7 de mayo, comenzó una feroz batalla por el control de Mogadiscio entre al-Shabaab e Hizbul Islam contra el TFG. Cientos fueron asesinados y heridos y decenas de miles fueron desplazados. El 11 de mayo, las fuerzas rebeldes tomaron la delantera y lograron grandes avances y se apoderaron de la mayor parte de la capital. Los rebeldes estuvieron a punto de derrocar al gobierno antes de que terminaran los combates el 14 de mayo; las nuevas rondas de combate durarían todo agosto. El 16 de mayo, Al-Shabaab capturó la ciudad estratégica de Jowhar, que conecta Mogadiscio con el centro de Somalia. Una de las mayores batallas de la guerra tuvo lugar unas 3 semanas después, el 5 de junio, cuando Hizbul Islam capturó Wabho y dejó 50 combatientes muertos. El 19 de junio, el presidente del parlamento de transición, el jeque Adan Mohamed Nuur Madobe, pidió a la comunidad internacional que enviara tropas extranjeras a Somalia en las siguientes 24 horas. Afirmó que el poder del gobierno está a punto de ser derrotado por las fuerzas islamistas en la capital somalí.. El gabinete somalí declaró el estado de emergencia y pidió ayuda a los países vecinos, incluidos Kenia, Yibuti, Etiopía y Yemen. Etiopía se negó diciendo que la intervención necesita un mandato internacional. Al-Shabaab respondió el 21 de junio diciendo que lucharía contra cualquier tropa extranjera y amenazó contra una posible intervención de Kenia.
El presidente Sheikh Sharif Ahmed declaró el estado de emergencia el 22 de junio, cuando una nueva ronda de combates en Mogadiscio dejó 12 muertos y 20 heridos y cientos más huyeron de la ciudad. La idea de que las tropas etíopes intervinieran en el conflicto provocó deserciones de los funcionarios de la administración del gobierno local. Las áreas afectadas por esto incluyeron Beledweyne, el pueblo de El-gal e Hiraan. Los efectos también provocaron la dimisión de muchos funcionarios progubernamentales de la Unión de Tribunales Islámicos. En respuesta, las fuerzas del GFT dirigidas por el general Muktar Hussein Afrah iniciaron maniobras militares en el lado este de Mogadiscio. El 6 de julio, el emir de al-Shabaab (Sheikh Moktar Ali Zubeyr) dio a las fuerzas gubernamentales un ultimátum de 5 días para entregar sus armas, lo que fue rechazado. En algún momento, la ayuda exterior al gobierno se proporcionó en forma de asesores de seguridad. El 17 de julio, dos de estos asesores (enviados por Francia) fueron capturados por los insurgentes. El gobierno somalí dio permiso para que los comandos franceses lanzaran operaciones dentro de Somalia para liberar a los 2 ciudadanos franceses que estaban en poder de Al-Shabaab. Francia respondió el 22 de julio enviando buques de guerra y helicópteros cerca de los puertos de Mogadiscio y Marka, declarando que emprenderían operaciones militares para liberar a los dos asesores militares franceses que habían sido capturados por los insurgentes. Uno de los rehenes finalmente pudo escapar en agosto de 2009, mientras que el otro fue visto por última vez en un video publicado en junio de 2010 pidiendo ayuda. Estados Unidos también comenzó a atacar a miembros de Al-Qaeda como Saleh Ali Saleh Nabhan, quien fue asesinado junto con otras 6 personas en un ataque con helicóptero militar el 15 de septiembre.

#### Conflicto islámico entre Al-Shabaab e Hizbul
El conflicto armado entre Hizbul Islam y al-Shabaab comenzó debido a una disputa entre la facción de las Brigadas Ras Kamboni liderada por Sheikh Ahmed "Madoobe" y al-Shabaab, por un acuerdo de poder compartido en Kisimayo.
Hizbul Islam y al-Shabaab habían llegado a un acuerdo para compartir el poder de la ciudad, donde el poder rotaría entre las dos facciones, y cada facción controlaría la ciudad por períodos de seis meses. Sin embargo, debido a la política de clanes, al-Shabaab se negó a permitir que se llevara a cabo la rotación de poder. Esto provocó problemas internos dentro de Hizbul Islam, ya que sus facciones ARS-A y JABISO, que estaban alineadas con al-Shabaab en Hiran y Mogadiscio, se negaron a apoyar a las Brigadas Ras Kamboni, mientras que Anole permaneció neutral. También condujo a una división dentro de las Brigadas Ras Kamboni, con una facción encabezada por el vicepresidente de Hizbul Islam, el jeque Hassan "Turki", que se negó a respaldar a Ahmad "Madoobe" y, en cambio, se puso del lado de al-Shabaab. El 1 de octubre se informó que habían estallado intensos combates en Kisimayo entre las dos facciones, al-Shabaab controlaba la mayor parte de la ciudad con decenas de bajas reportadas por la tarde. Al menos 17 personas más murieron en una serie de batallas durante la noche del 5 de octubre. Hizbul Islam afirmó que habían capturado combatientes extranjeros en la batalla. La batalla finalmente terminó con una victoria decisiva para al-Shabaab, que expulsó a las fuerzas de la Brigada Ras Kamboni de Madbobe de la ciudad.
A lo largo de noviembre de 2009, los combates entre las dos facciones continuaron a medida que las líneas de batalla avanzaban hacia el sur de Somalia, lo que resultó en una disminución de los ataques de los insurgentes en Mogadiscio contra las fuerzas gubernamentales (TFG) y sus aliados (AMISOM). Las fuerzas del jeque Ahmad Madobe finalmente fueron dominadas por al-Shabaab y sus aliados locales, y se vieron obligadas a retirarse de la región del Bajo Jubba y la mayor parte del sur de Somalia. La fusión entre al-Shabaab y la rama de las Brigadas Ras Kamboni de Sheikh Hassan Turki ocurrió a principios de 2010 (febrero) con un llamado a otros grupos en Hizbul Islam para que hicieran lo mismo. Se libraron batallas adicionales a lo largo de 2010 entre Hizbul Islam y al-Shabaab en el centro de Somalia cuando la lucha se trasladó de la región de Hiran a la región de la Bahía, al Bajo Shabelle. Hizbul Islam finalmente se vio obligado a entregar el distrito de Luuq en la región de Gedo a al-Shabaab, después de lo cual el grupo anunció que se fusionaría con al-Shabaab. Desde mediados de diciembre, los combatientes de al-Shabaab comenzaron a tomar las posiciones de Hizbul Islam. La fusión se confirmó el 20 de diciembre, cuando el presidente de Hizbul Islam, el jeque Hassan Dahir Aweys, y el jeque Mohammad Osman Arus, el portavoz oficial de la organización, se rindieron a al-Shabaab y disolvieron la organización.

### 2011-15: las fuerzas gubernamentales recuperan el territorio perdido

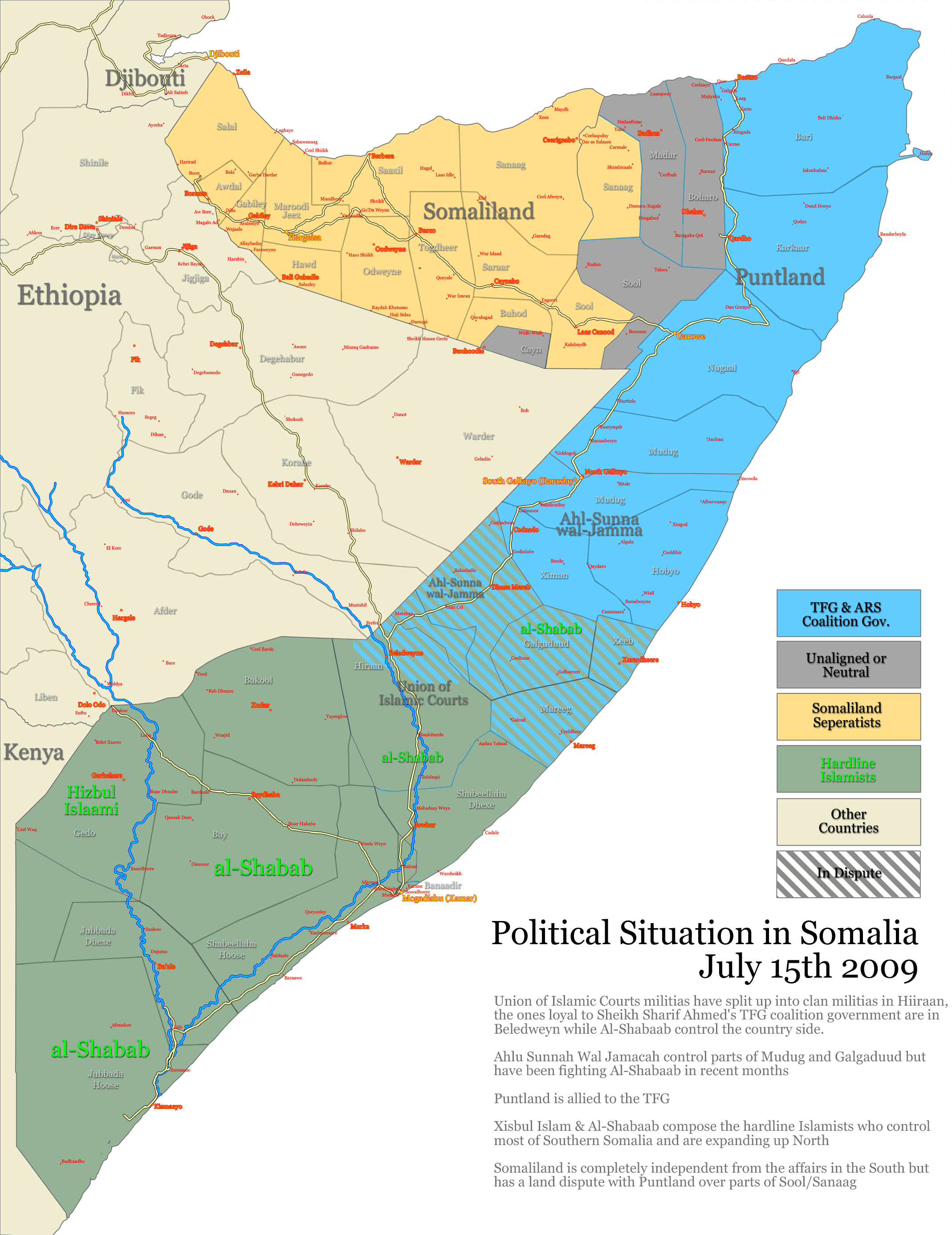
Situación del conflicto en Somalia a mediados de julio de 2009.

#### Batalla de Gashandiga
Al-Shabaab controlaba aproximadamente la mitad de las tierras reclamadas por el gobierno somalí en su mayor extensión en julio de 2009. Con la ayuda de los aliados, las fuerzas gubernamentales lentamente comenzaron a lograr avances que conducirían a la recuperación del territorio perdido a través de varias operaciones militares. El representante de la UA, Wafula Wamunyinyi, denominó una ofensiva el 20 de febrero de 2011 como la "Batalla de Gashandiga". Esta ofensiva involucró a las tropas de AMISOM que destruyeron un gran complejo de trincheras de al-Shabaab, matando a seis comandantes de al-Shabaab en Mogadiscio. Towards the end of February, disturbances moved into Mogadishu again in the form of one suicide attack and heavy shelling as al-Shabaab fighters attempted to re-take lost territory. This push resulted in the deaths of at least 47 people, rebels displayed one wounded and five dead Burundian AMISOM soldiers. Hacia fines de febrero, los disturbios se trasladaron a Mogadiscio nuevamente en forma de un ataque suicida y fuertes bombardeos cuando los combatientes de al-Shabaab intentaron recuperar el territorio perdido. Este impulso resultó en la muerte de al menos 47 personas, los rebeldes mostraron un herido y cinco soldados de la AMISOM de Burundi muertos. Entre el 26 y el 28 de febrero se abrió otra ofensiva por parte de tropas del GFT con apoyo de militares etíopes en Bula Hawo (sur de Somalia), con un saldo de 33 muertos.
El 5 de marzo, las fuerzas de la AMISOM y el TFG afirmaron controlar siete de los distritos de la ciudad, mientras que seis estaban en disputa y tres estaban controlados por fuerzas antigubernamentales. Al-Shabaab respondió a la ofensiva del gobierno colocando barricadas para impedir el movimiento de mercancías desde el puerto marítimo. It was also reported by this time that up to 53 AMISOM may have died in the clashes, which included 43 Burundian and 10 Ugandans. Esto afectó negativamente a ambos lados del conflicto, ya que el TFG controlaba el puerto y sus ganancias. Sin embargo, al mismo tiempo, los insurgentes controlaban lugares como el mercado de Bakaara, donde muchos de los productos debían venderse. También se informó en ese momento que hasta 53 miembros de la AMISOM podrían haber muerto en los enfrentamientos, incluidos 43 burundianos y 10 ugandeses. Se incorporaron 1.000 efectivos de mantenimiento de la paz adicionales para ayudar en la renovada ofensiva del GFT contra al-Shabaab y, para el 16 de marzo, la AMISOM tenía una fuerza de casi 9.000.

#### Derrota de Al-Shabaab en Mogadiscio
La batalla de Mogadiscio de 2010-11 comenzó cuando los militantes de al-Shabaab lanzaron una ofensiva para capturar la ciudad. La batalla pronto se inclinó a favor de las fuerzas gubernamentales, que pudieron expulsar al grupo militante el 11 de octubre de 2011. La captura total de la ciudad tuvo lugar el 7 de septiembre de 2012, cuando las tropas del Gobierno Federal de Transición y sus aliados de la AMISOM lograron asegurar la ciudad. Casi al mismo tiempo, los testigos informaron que los vehículos de Al-Shabaab abandonaron sus bases en la capital hacia la ciudad del centro-sur de Baidoa. El portavoz del grupo, el jeque Ali Mohamud Rage, describió el éxodo como una retirada táctica y prometió continuar la insurgencia contra el gobierno nacional. Los observadores han sugerido que la retirada puede haber sido causada en parte por divisiones ideológicas internas en la organización rebelde. La ciudad de ninguna manera era segura después de que al-Shabaab se retirara mientras el grupo militante continuaba con sus tácticas de ataque y fuga en la parte norte de la ciudad. Los atentados suicidas siguieron ocurriendo hasta 2020 (ver más abajo).

#### Luchando en Puntlandia
Del 2 al 3 de septiembre, se informó de combates en Puntlandia que resultaron en la muerte de hasta 60 personas, incluidos 8 soldados de Puntlandia y 40 militantes de Al-Shabaab, y los insurgentes fueron repelidos. Al-Shabaab afirmó el 7 de septiembre que había capturado a 2 soldados kenianos que estaban en una misión de vigilancia cerca de la frontera entre Kenia y Somalia. Las fuerzas de Puntlandia capturaron a 18 miembros de Al-Shabaab en operaciones antiterroristas el 8 de septiembre.

#### Batalla de Elwaq y ofensiva de Kismaayo
Al-Shabaab atacó la ciudad sureña de Elwaq el 10 de septiembre de 2011, provocando la muerte de 12 insurgentes y soldados. Al día siguiente, las tropas somalíes contraatacaron y recuperaron la ciudad después de que los militantes huyeran en los vehículos técnicos capturados. Posteriormente se encontraron los cuerpos de 30 militantes, algunos de ellos niños. Por el contrario, Al-Shabaab afirmó que mataron a alrededor de 70 soldados alineados con el gobierno y capturaron a 10 técnicos.
El ejército de Burundi perdió 51 soldados en octubre, lo que provocó la ira de los burundeses, que creen que su país se está sacrificando demasiado. Muchos burundianos han instado a otros miembros de la UA a contribuir con tropas a la misión de Somalia. Nigeria, Yibuti y Guinea han indicado el envío de tropas, pero aún no han contribuido.
El 4 de septiembre de 2012, la Armada de Kenia bombardeó Kismaayo. Esto fue parte de una ofensiva de la UA para capturar la ciudad de los combatientes de al-Shabab. El puerto fue bombardeado dos veces y el aeropuerto tres veces. Según un informe de la ONU, la exportación de carbón vegetal a través de Kismaayo es una importante fuente de ingresos para al-Shabab.
El 28 de septiembre de 2012, el Ejército Nacional Somalí, asistido por tropas de la AMISOM y la milicia Ras Kamboni, lanzó un ataque contra Kismaayo, el último bastión importante de Al-Shabaab. Según los informes, las fuerzas aliadas lograron recuperar gran parte de la ciudad de manos de los insurgentes.

#### Operación Océano Índico y Corredor Jubba
En agosto de 2014, se lanzó la Operación Océano Índico dirigida por el gobierno somalí para limpiar los focos restantes en manos de los insurgentes en el campo. El 1 de septiembre de 2014, un ataque con aviones no tripulados de EE. UU. realizado como parte de una misión más amplia mató al líder de Al-Shabaab, Moktar Ali Zubeyr. Las autoridades estadounidenses elogiaron la redada como una gran pérdida simbólica y operativa para Al-Shabaab, y el gobierno somalí ofreció una amnistía de 45 días a todos los miembros moderados del grupo militante. Los analistas políticos también sugirieron que la muerte del comandante insurgente probablemente conducirá a la fragmentación y eventual disolución de Al-Shabaab.
A fines del mes de julio de 2015, la AMISOM y el Ejército Nacional de Somalia recuperaron muchas aldeas y ciudades importantes de Baardhere y Dinsoor.

### 2016: Batalla de El Adde y resurgimiento de Al Shabaab
El 15 de enero de 2016, Al Shabaab atacó una base de AMISOM dirigida por Kenia en El Adde, Somalia, invadió el complejo y mató a aproximadamente 60 soldados. Al Shabaab luego recuperó la importante ciudad de Marka, a 45 km de la capital, y el puerto de Gard en la región de Puntlandia (marzo de 2016). El resurgimiento de Al Shabaab podría tener serias implicaciones para el sector humanitario.
El 5 de marzo de 2016, los ataques aéreos estadounidenses llevados a cabo por aviones y drones no tripulados mataron a más de 150 terroristas de Al-Shabaab en un campo de entrenamiento terrorista llamado "Camp Raso", ubicado a unas 120 millas al norte de Mogadiscio, mientras completaban "entrenamiento para un gran grupo". ataque a gran escala", según un portavoz del Pentágono. El campamento había estado bajo vigilancia durante algún tiempo antes de la huelga. En la madrugada del 9 de marzo de 2016, las fuerzas especiales de EE. UU. y las fuerzas especiales del ejército nacional somalí mataron entre 1 y 15 terroristas de Al-Shabaab en un ataque con helicóptero en la ciudad de Awdhegele controlada por Al-Shabaab, además de capturar un número no revelado de figuras de alto valor de Al-Shabaab, los militantes estaban entrenando para una gran operación contra las fuerzas de la coalición.
El 11 y 12 de abril de 2016, dos ataques aéreos estadounidenses contra objetivos de Al-Shabaab en la ciudad de Kismayo mataron a una docena de presuntos militantes que representaban una "amenaza inminente" para las tropas estadounidenses en el país. A partir de mayo de 2016, aproximadamente 50 tropas de operaciones especiales de EE. UU. operan en lugares no revelados en el sur de Somalia, con su cuartel general en el aeropuerto de Mogadiscio; asesorando y asistiendo a las fuerzas de Kenia, Somalia y Uganda en su lucha contra Al-Shabaab. También en ese mes, personal estadounidense ayudó a esas fuerzas a planear una operación contra retenes ilegales.
El 12 de mayo de 2016, un pequeño grupo de asesores militares de EE. UU. acompañó a algunos soldados ugandeses durante una redada en un puesto de control fiscal ilegal al oeste de Mogadiscio, cuando los ugandeses fueron atacados por 15 o 20 militantes de Al Shabaab, dijo el comandante estadounidense en el terreno. en un ataque aéreo "defensivo", matando a cinco militantes e hiriendo a dos más. Dos días antes, EE. UU. proporcionó helicópteros y asesoró y ayudó en apoyo de una misión militar somalí contra un grupo de militantes de Al Shabaab, que un funcionario de defensa dijo que también estaba a la defensiva porque tenían inteligencia de que los combatientes de Al Shabaab estaban planeando un ataque contra el Instalación de AMISOM cerca. No se sabe cuántos al Shabaab murieron o resultaron heridos en esa operación. El 13 de mayo, un ataque estadounidense tuvo como objetivo a nueve militantes de al-Shabab, tres de los cuales presuntamente resultaron muertos.
En la noche del 31 de mayo de 2016, dos altos funcionarios de Al-Shabaab; Mohamud Dulyadeyn, el conspirador detrás del ataque a la Universidad de Garissa en abril de 2015 y Maalim Daud, jefe de los escuadrones de inteligencia de Al-Shabaab y otros 16 miembros de Al-Shabaab fueron asesinados por el Ejército Nacional Somalí y socios antiterroristas. La portavoz del Departamento de Defensa, la teniente coronel Michelle L. Baldanza, dijo a CNN que "las fuerzas estadounidenses apoyaron esta operación dirigida por somalíes en un papel de asesoramiento y asistencia".
El 1 de junio de 2016, militantes de Al Shabaab atacaron con un coche bomba la puerta del Hotel Ambassador en Mogadiscio, Somalia. Al menos 15 personas han muerto en el ataque, entre 10 peatones civiles y dos miembros del parlamento cerca de la puerta. También ese día, el Pentágono anunció que había realizado un ataque aéreo que mató a un alto líder de Al-Shabaab en Somalia el 27 de mayo. El 3 de agosto de 2016, un contingente de tropas estadounidenses de élite que actuaban como asesores militares ayudó a los comandos somalíes en un asalto a un puesto de control de al-Shabaab en Saakow, cuando la fuerza liderada por somalíes se acercó al puesto de control, los militantes abrieron fuego, se produjo un tiroteo que resultó en 3 militantes muertos.
El 29 de septiembre de 2016, un gobierno regional somalí exigió una explicación de los Estados Unidos después de que un ataque aéreo matara a 22 civiles y otros soldados en lugar de los militantes de al-Shabab atacados en Galmudug. The Military Times también informó que el 26 de septiembre una red de fabricación de bombas vinculada a al-Shabaab atacó a un pequeño equipo de tropas estadounidenses y somalíes, que estaban realizando una operación cerca de Kismayo, con armas pequeñas. Un portavoz del Pentágono dijo que el ejército estadounidense "realizó un ataque de autodefensa para neutralizar la amenaza y al hacerlo mató a nueve combatientes enemigos". También el 28 de septiembre, cerca de la ciudad de Galkayo, una unidad del ejército somalí que realizaba operaciones antiterroristas cerca, cuando los soldados somalíes fueron atacados por militantes de al-Shabab. Los soldados somalíes se enfrentaron a ellos, luego rompieron el contacto y se reunieron con sus asesores estadounidenses cercanos y poco después los militantes "comenzaron a maniobrar de manera ofensiva", por lo que Estados Unidos llevó a cabo un ataque aéreo en defensa propia, matando a 4 militantes.

### 2017: participación estadounidense ampliada
A fines de marzo de 2017, el presidente estadounidense Donald Trump firmó una nueva estrategia que otorga a AFRICOM más libertad en las operaciones antiterroristas.
Stars and Stripes informó que, además de la intensificación de los ataques aéreos, también se han incrementado las fuerzas especiales de los Estados Unidos en la línea del frente con las fuerzas somalíes, las tropas convencionales de EE. UU. dan lecciones sobre la construcción de instituciones de defensa, con el apoyo adicional de otras naciones.
CNN informó que el general Thomas Waldhauser, comandante de AFRICOM, dijo a los periodistas en abril que EE. UU. busca ayudar a las fuerzas de seguridad somalíes a obtener la capacidad de garantizar su propia seguridad para 2021.
The New York Times informó que el 4 de mayo de 2017, un equipo SEAL de la Marina de los EE. UU., asociado con las fuerzas del Ejército Nacional Somalí, llevó a cabo una misión en un complejo ocupado por al-Shabaab a unos 60 kilómetros (40 millas) al oeste de Mogadiscio. Fox News informó que tenían como objetivo lo que el portavoz del Pentágono, el capitán Jeff Davis, dijo que era un "grupo de personas" asociado con los ataques en Mogadiscio. The New York Times informó que los funcionarios del Departamento de Defensa dijeron que las fuerzas somalíes debían haber liderado la operación, con los SEAL rezagados en un papel de asesoramiento, asistencia y acompañamiento, sin embargo, el general de brigada. David J. Furness, comandante del grupo de trabajo militar para el Cuerno de África, dijo que las fuerzas estadounidenses y somalíes viajaban juntas en un solo grupo. Mientras se acercaban al complejo, los militantes abrieron fuego y la misión fue abortada, el suboficial mayor Kyle Milliken murió, otros 2 SEAL y un intérprete resultaron heridos. El capitán Jeff Davis dijo que la misión "resultó en la muerte de tres agentes de Shabaab, incluido Moalin Osman Abdi Badil", el grupo regresó rápidamente al avión que lo había llevado al área y fue expulsado. Davis describió a Badil como un líder de al-Shabaab responsable de recopilar información sobre los movimientos de tropas para apoyar los ataques contra las fuerzas somalíes y de la Unión Africana y que había sido relacionado con la muerte de varios soldados y al menos un civil.
CNN informó que el 11 de junio de 2017, un ataque aéreo estadounidense mató a 8 militantes de al-Shabaab en Sakow, el presidente de Somalia dijo que "este fue un ataque exitoso que destruyó un centro clave de comando y suministro de Al-Shabaab" y que " En última instancia, esto interrumpirá la capacidad del enemigo para realizar nuevos ataques dentro de Somalia”. CNN informó que el 23 de julio de 2017, EE. UU. llevó a cabo un ataque aéreo dirigido contra un comandante regional de al-Shabaab en Banadir. Fox News informó que el 30 de julio de 2017, un ataque estadounidense cerca de Tortoroow, en el sur de Somalia, que fue coordinado con socios regionales como respuesta directa a las acciones de al-Shabaab, que incluían ataques contra las fuerzas somalíes, mató a Ali Jabal, quien era considerado un alto miembro de al- Shabaab y era responsable de dirigir las fuerzas que operaban en el área de Mogadiscio y Banadiir, incluida la planificación y ejecución de ataques en Mogadiscio.
ABC informó que el 10 de agosto de 2017, ataques aéreos realizados por drones en Banaadir en una operación conjunta contra combatientes de al-Shabaab, mataron a un líder de alto nivel de al-Shabaab. Los ataques aéreos marcaron el cuarto ataque aéreo ofensivo contra al-Shabaab desde la nueva autorización en marzo. CNN informó que el 17 de agosto de 2017, EE. UU. llevó a cabo un ataque con aviones no tripulados de "defensa propia" en Jilib después de que una fuerza conjunta de EE. UU. y Somalia, compuesta por tropas somalíes y asesores de EE. UU., fuera atacada directamente por militantes de al-Shabaab y se produjera un tiroteo. 7 militantes fueron asesinados.
Military.com informó que el 3 de noviembre de 2017, cuando un dron estadounidense realizó dos ataques aéreos contra el Estado Islámico en Somalia, se usaron al menos seis misiles que impactaron en Buqa, 37 millas al norte de Qandala, AFRICOM dijo en un comunicado que "varios terroristas" fueron asesinados y que los ataques se llevaron a cabo en coordinación con el gobierno de Somalia; marcando la primera vez que EE. UU. realiza ataques aéreos contra terroristas de la ISS en Somalia. CNN informó que aviones no tripulados estadounidenses realizaron 5 ataques entre el 9 y el 12 de noviembre contra militantes vinculados a al-Shabaab y la ISS, matando a 36 terroristas de al-Shabaab y 4 de la ISS. Uno de los ataques mató a un terrorista de al-Shabaab que había atacado un convoy militar conjunto de Estados Unidos y Somalia en Gaduud. CNN informó que un ataque aéreo estadounidense en un campamento a 125 millas al noroeste de Mogadiscio mató a más de 100 militantes de al-Shabaab; EE. UU. ahora estima que hay entre 3000 y 6000 combatientes de al-Shabaab y menos de 250 agentes de ISIS en Somalia, Military Times informó que el 14 de noviembre, un ataque con un dron estadounidense a unas 60 millas al noroeste de Mogadiscio mató a varios militantes de al-Shabaab. CNN informó que el 24 de diciembre, un ataque aéreo estadounidense en el sur de Somalia mató a 13 terroristas de al-Shabaab.

### 2018-presente: guerra de guerrillas en curso
2019

Lista de conflictos activos en el mundo.
----
Guerras, 1,000–9,999 muertes en el año 2019

Para 2019, Estados Unidos estaba muy involucrado en la guerra, utilizando ataques aéreos. El 14 de abril, AFRICOM asesinó a Abdulhakim Dhuqub, un funcionario de alto rango de ISIS-Somalia, cerca de Xiriiro, región de Bari. El 25 de octubre, un ataque aéreo estadounidense tuvo como objetivo a militantes islámicos cerca de Ameyra, al sur de Bosaso, que mató a tres de sus líderes.
El 12 de julio, un atentado con coche bomba y con armas mató al menos a 26 personas, incluidos dos destacados periodistas y nueve extranjeros, en Kismayo, Bajo Juba. El 22 de julio, un bombardeo mató a 17 personas e hirió a otras 28 en Mogadiscio. El 24 de julio, un atacante suicida detonó dentro de la oficina del alcalde de Mogadiscio y mató a seis funcionarios del gobierno; el alcalde Abdirahman Abdi Osman fue hospitalizado en Doha, Catar antes de sucumbir a sus heridas el 1 de agosto.
El 26 de agosto, el ejército somalí capturó Burweryn de al-Shabaab.
El 28 de diciembre, un camión bomba suicida de al-Shabaab mató al menos a 85 personas en un puesto de control policial en Mogadiscio.
2020
El 5 de enero, militantes de al-Shabaab atacaron la pista de aterrizaje de la base militar Camp Simba, que es utilizada por las fuerzas estadounidenses y kenianas. Un militar estadounidense y dos contratistas murieron; dos militares estadounidenses resultaron heridos y cuatro militantes también murieron en el tiroteo.
El 19 de marzo, el ejército somalí capturó la ciudad de Jamale de manos de al-Shabaab, con el apoyo del ejército estadounidense.
El 31 de mayo, el ejército somalí mató a tiros a aproximadamente 18 militantes de al-Shabaab e hirió a varios más en una operación realizada en la región sureña de Shabeellaha Hoose.
2021
El 7 de febrero, una bomba al borde de la carretera explotó en Dusmareb, Galguduud, y mató a 12 agentes que trabajaban para la Agencia Nacional de Inteligencia y Seguridad. El jefe local de la agencia de inteligencia, Abdirashid Abdunur, estaba entre los muertos.
El 14 de febrero, al-Shabaab mató a dos soldados del SNA en el distrito de Awdheegle en el Shabeellaha Hoose.
El 2 de marzo, al-Shabaab asesinó públicamente a cinco personas mediante un pelotón de fusilamiento por presuntamente espiar para las agencias de inteligencia estadounidenses y somalíes en Jilib, Medio Juba. Según los informes, cientos de personas se reunieron para presenciar los asesinatos.
El 5 de marzo, un atacante suicida con coche bomba mató al menos a 20 personas frente a un restaurante en Mogadiscio.
El 3 de abril, militantes de al-Shabaab atacaron dos bases del SNA cerca de Mogadiscio, lo que provocó varias horas de combates. La SNA dijo que mataron a 77 militantes de al-Shabaab. Al-Shabaab dijo que mataron a 47 soldados del SNA en el ataque. El mismo día, un terrorista suicida detonó su chaleco suicida contra civiles frente a un salón de té en Mogadiscio. El ataque dejó 6 muertos, incluido el autor.
El 10 de abril, un terrorista suicida intentó matar a un gobernador regional en Baidoa. El gobernador escapó, pero otras 3 personas murieron en el ataque, incluidos dos de sus guardaespaldas.
El 14 de abril, 17 civiles murieron cuando un artefacto explosivo improvisado explotó cuando un minibús pasó por encima de él mientras viajaba por la carretera Mogadiscio-Jowhar.
Del 25 de abril al 6 de mayo, cientos de soldados somalíes se amotinaron.
El 12 de junio, un policía somalí murió y otros dos resultaron heridos cuando agentes de ISIS detonaron un artefacto explosivo improvisado en un puesto de control policial en la ciudad de Afgooye, 20 km al noroeste de Mogadiscio.
El 15 de junio, al menos 15 reclutas del ejército somalí murieron cuando un terrorista suicida de al-Shabaab se inmoló en un campo de entrenamiento del ejército somalí en Mogadiscio.
El 27 de junio, Puntlandia ejecutó a 21 prisioneros de al-Shabaab en la mayor ejecución individual de combatientes de al-Shabaab en Somalia.
El 10 de julio, nueve personas murieron tras la explosión de un coche bomba en Mogadiscio. Al-Shabaab luego se atribuyó la responsabilidad.
El 24 de septiembre, agentes del ISS mataron a tiros a dos policías somalíes en Mogadiscio.
El 25 de septiembre, al menos ocho personas murieron y otras seis resultaron heridas en un atentado suicida en Mogadiscio.
El 25 de noviembre, un terrorista suicida de al-Shabaab en un vehículo utilitario deportivo mató a ocho personas en Mogadiscio.
El 5 de diciembre, al-Shabaab se atribuyó la responsabilidad de la explosión de una bomba en un restaurante en Awdhegle, en el sur de Somalia. Al menos cinco personas, incluidos civiles, resultaron muertas y más de seis resultaron heridas en el ataque.

### 2022: Ataques yihadistas contra el gobierno y aliados
El 12 de enero, al-Shabaab se atribuyó la responsabilidad de un coche bomba que mató a ocho personas e hirió a otras nueve fuera del Aeropuerto Internacional Aden Adde, una instalación que alberga la Embajada de los Estados Unidos y otras oficinas diplomáticas. El grupo dijo a través de una dirección de radio que un convoy de "funcionarios blancos" había sido el blanco del bombardeo.
El 19 de febrero, un atentado suicida en un restaurante de la ciudad de Beledweyne mató a 14 personas. Al-Shabaab luego se atribuyó la responsabilidad.
El 23 de marzo, al-Shabaab llevó a cabo ataques en Mogadiscio y Beledweyne. Los políticos Amina Mohamed Abdi y Hassan Dhuhul se encontraban entre los asesinados.
El 3 de mayo, al menos 30 soldados de la Unión Africana, incluidos 10 soldados de Burundi, murieron después de que militantes de al-Shabaab atacaran una base militar de la Unión Africana cerca de la aldea de Ceel Baraf, a unas 100 millas al norte de Mogadiscio. Según los informes, al menos 20 combatientes de Al-Shabaab fueron asesinados.
A fines de julio, al-Shabaab lanzó una invasión de Etiopía con al menos 1.500 militantes. Los insurgentes capturaron una ciudad, avanzaron hasta 150 kilómetros (93 millas) e infligieron grandes pérdidas a los etíopes antes de ser rechazados por las fuerzas de seguridad.
El 19 de agosto, militantes de al-Shabaab atacaron un hotel en Mogadisco, matando al menos a 21 personas e hiriendo a más de 100. En respuesta al ataque terrorista, el presidente Hassan Sheikh Mohamud declaró la "guerra total" contra al-Shabaab. En cooperación con las fuerzas estadounidenses (que contribuyeron con ataques aéreos contra al-Shabaab, uno de los cuales mató a 27 militantes de al-Shabaab sin que se reportaran bajas civiles), una operación ofensiva comenzó a debilitar las fuerzas de al-Shabaab en la región de Hiran. Las operaciones ofensivas habían sido descritas como "la mayor operación ofensiva combinada de Somalia y ATMIS en cinco años".
El 29 de octubre de 2022, al menos 100 personas murieron y 300 resultaron heridas después de que dos coches bomba explotaran en Mogadisco, según el presidente Hassan Sheikh Mohamud, quien culpó a al-Shabaab.

## Participación extranjera

### Misión de la Unión Africana en Somalia (AMISOM)

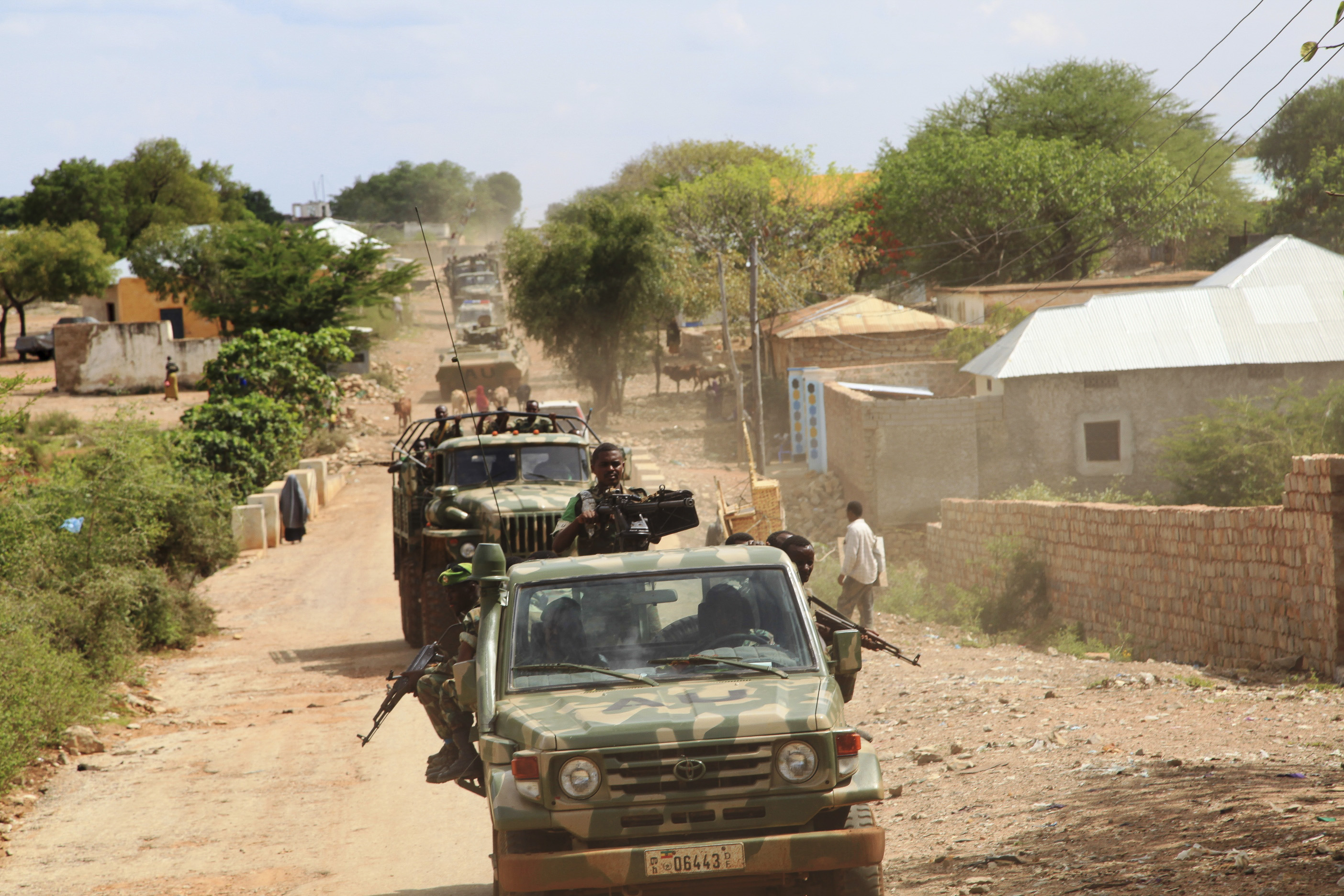
Convoy de refuerzo de AMISOM en la carretera Baidoa-Mogadiscio en abril de 2014.

La Unión Africana ha desplegado más de 16.000 soldados en Somalia, con el mandato de apoyar las estructuras gubernamentales de transición, implementar un plan de seguridad nacional, capacitar a las fuerzas de seguridad somalíes y ayudar a crear un entorno seguro para la entrega de ayuda humanitaria. Como parte de sus funciones, la AMISOM también apoya a las fuerzas del Gobierno Federal de Transición en su lucha contra los militantes de Al-Shabaab.
La AMISOM fue creada por el Consejo de Paz y Seguridad de la Unión Africana el 19 de enero de 2007 con un mandato inicial de seis meses. El 21 de febrero de 2007, el Consejo de Seguridad de las Naciones Unidas aprobó el mandato de la misión. El Consejo de Seguridad de las Naciones Unidas también autorizó posteriores renovaciones semestrales del mandato de la AMISOM por parte del Consejo de Paz y Seguridad de la Unión Africana.
El mandato de la AMISOM en la ONU se prorrogó por otros seis meses en agosto de 2008 mediante la RCSNU 1831. El mandato de la AMISOM se ha prorrogado cada período que ha estado sujeto a revisión. Ahora está previsto que se vuelva a revisar el 16 de enero de 2013.
El 12 de noviembre de 2013, el Consejo de Seguridad de la ONU adoptó la Resolución SC 2124 (2013) que prorroga el mandato de la AMISOM del 28 de febrero de 2014 al 31 de octubre de 2014. Atendiendo a la solicitud de la fuerza, la resolución también aumenta la fuerza máxima autorizada de la AMISOM de 17 731 a 22 126 soldados.
La fuerza, que supuestamente ha estado involucrada en combates en Mogadiscio y en todo el país, habría sufrido bajas significativas durante su misión, aunque los países contribuyentes no han emitido cifras precisas.

### Estados Unidos y Naciones Unidas

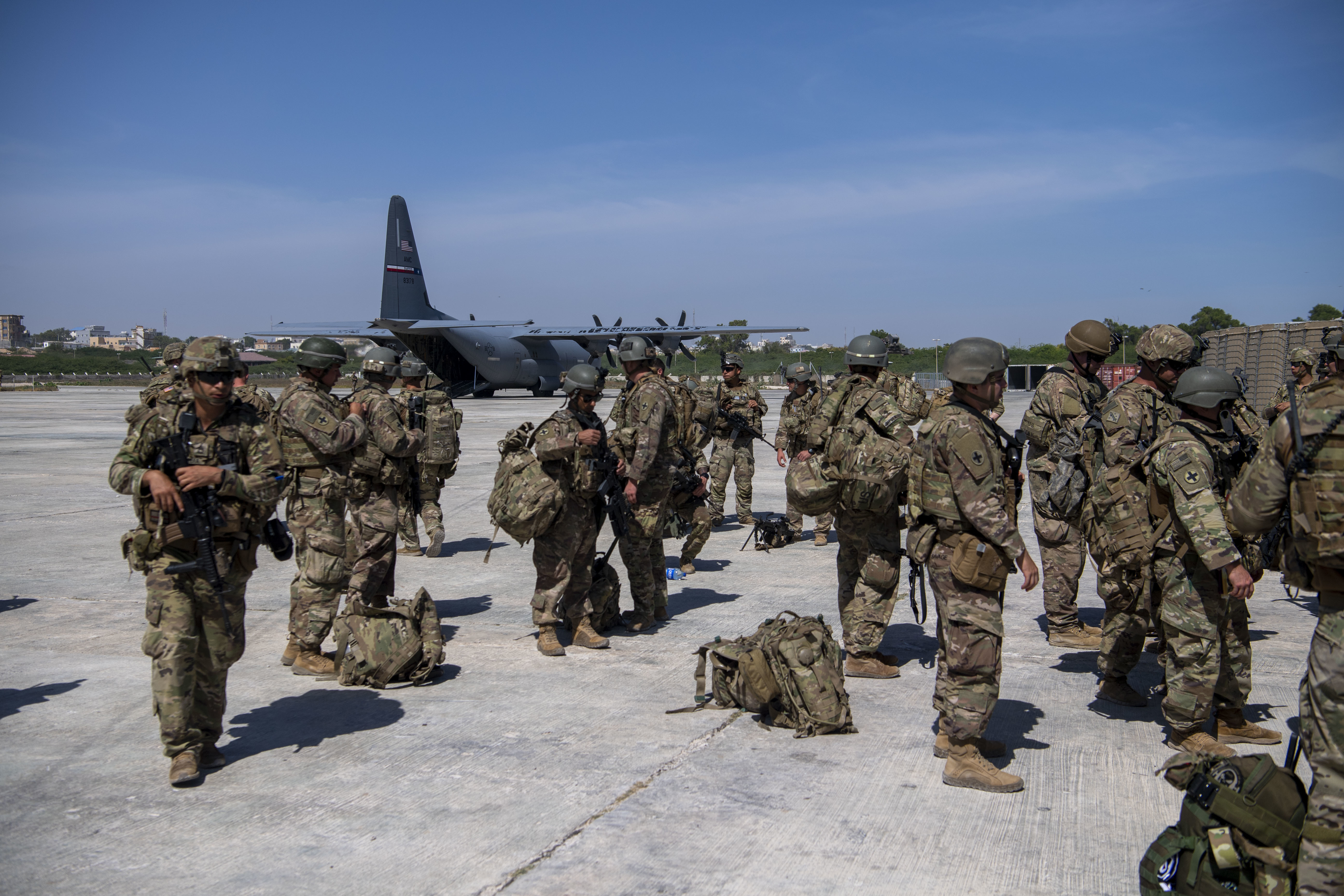
Soldados de la Fuerza de Respuesta de África Oriental (EARF) del Ejército de los Estados Unidos, parte de la Fuerza de Tarea Conjunta Combinada - Cuerno de África, en Somalia el 21 de enero de 2021.

El Gobierno Federal de Somalia ha solicitado en múltiples ocasiones la participación e intervención estadounidense.
El Programa de las Naciones Unidas para el Desarrollo de Somalia gasta unos 50 millones de dólares cada año, aunque estos fondos no están relacionados con la ayuda militar. En cambio estos programas, como la Generación de Empleo para la Recuperación Temprana (EGER). A partir de octubre de 2010, el Departamento de Estado de los Estados Unidos señaló que el país norteamericano obligó directamente a más de $ 229 millones para apoyar a AMISOM y pagó otra asistencia de la ONU para la misión indirectamente a través de sus obligaciones con el organismo internacional.
En enero de 2013, EE. UU. anunció que iba a intercambiar notas diplomáticas con el nuevo gobierno central de Somalia, restableciendo los lazos oficiales con el país por primera vez en 20 años. Según el Departamento de Estado, la decisión se tomó en reconocimiento del importante progreso que las autoridades somalíes habían logrado tanto en el frente político como en el bélico. Se espera que la medida otorgue al gobierno somalí acceso a nuevas fuentes de fondos de desarrollo de agencias estadounidenses, así como de organismos internacionales como el Fondo Monetario Internacional y el Banco Mundial, facilitando así el proceso de reconstrucción en curso. Además de los lazos diplomáticos; aproximadamente 50 tropas de operaciones especiales de EE. UU. operan en lugares no revelados en el sur de Somalia asesorando y ayudando a las fuerzas de Kenia, Somalia y Uganda en su lucha contra Al-Shabaab.
A instancias de los gobiernos federales somalí y estadounidense, entre otros actores internacionales, el Consejo de Seguridad de las Naciones Unidas aprobó por unanimidad la Resolución 2093 del Consejo de Seguridad de las Naciones Unidas durante su reunión del 6 de marzo de 2013 para suspender el embargo de armas de 21 años sobre Somalia. El endoso levanta oficialmente la prohibición de compra de armas ligeras por un período provisional de un año, pero mantiene ciertas restricciones a la adquisición de armas pesadas como misiles tierra-aire, obuses y cañones. El 9 de abril de 2013, el gobierno de los EE. UU. también aprobó el suministro de artículos y servicios de defensa por parte de las autoridades estadounidenses al gobierno federal somalí. A pedido de las autoridades somalíes y de la AMISOM, a finales de 2013 el ejército de los EE. UU. también estableció un pequeño equipo de asesores en Mogadiscio para brindar apoyo consultivo y de planificación a las fuerzas aliadas.
El Reino Unido también participa en la lucha contra los terroristas islamistas en Somalia; desde 2009, miembros del Servicio Aéreo Especial y el Regimiento Especial de Reconocimiento se han desplegado en Camp Lemonnier para llevar a cabo operaciones antiterroristas contra terroristas islamistas en Somalia; han llevado a cabo misiones de vigilancia de británicos que se cree que viajan a Somalia para entrenamiento terrorista y también están trabajando con sus homólogos estadounidenses observando y "atacando" a los sospechosos de terrorismo locales. También han estado desempeñando un papel similar en Yemen. En mayo de 2016, se informó que 70 militares del Reino Unido llegaron a Somalia para contrarrestar a Al-Shabaab como parte de una misión de mantenimiento de la paz de la ONU; 10 soldados ofrecerán apoyo médico, de ingeniería y logístico a la AMISOM. También se enviará personal a Sudán del Sur para desempeñar un papel similar.
El 16 de octubre de 2016, el New York Times informó que funcionarios estadounidenses dijeron que la Casa Blanca había ampliado silenciosamente la autoridad del presidente para el uso de la fuerza en Somalia al permitir ataques aéreos para proteger a las tropas estadounidenses y africanas mientras combaten a los combatientes de al-Shabaab. Alrededor de 200 a 300 tropas de operaciones especiales estadounidenses trabajan con soldados de Somalia y otras naciones africanas como Kenia y Uganda para llevar a cabo más de media docena de incursiones por mes, según altos funcionarios militares estadounidenses. Las operaciones son una combinación de incursiones terrestres y ataques con drones. SEAL Team 6 ha estado muy involucrado en muchas de estas operaciones. Los oficiales militares estadounidenses dijeron que una vez que se completan las operaciones terrestres, las tropas estadounidenses que trabajan con las fuerzas somalíes a menudo interrogan a los prisioneros en instalaciones de detección temporales, incluida una en Puntlandia, antes de que los detenidos sean transferidos a prisiones más permanentes administradas por somalíes. El Pentágono solo ha reconocido una pequeña fracción de estas operaciones, anunciando 13 incursiones terrestres y ataques aéreos en lo que va de 2016 (3 de los cuales tuvieron lugar en septiembre), frente a los 5 de 2015; según datos recopilados por New America (unthink tank de Washington D. C.), los ataques han causado la muerte de unos 25 civiles y 200 personas sospechosas de ser militantes. En una antigua base de aviones de combate rusos en Baledogle, los marines estadounidenses y contratistas privados están trabajando para construir una unidad militar somalí diseñada para combatir a Al-Shabaab en todo el país.
El 30 de marzo de 2017, CNN informó que el presidente de los Estados Unidos, Donald Trump, firmó una decisión de la Casa Blanca que aprobó una nueva estrategia que otorga a AFRICOM la autoridad para intensificar los ataques antiterroristas en Somalia; bajo la nueva estrategia, el ejército estadounidense ahora podrá realizar ataques aéreos de precisión en apoyo del Ejército Nacional de Somalia y las fuerzas de la AMISOM. La nueva autorización designa algunas regiones de Somalia como "área de hostilidades activas", liberando los ataques antiterroristas allí de las restricciones que rigen otros ataques fuera de las áreas; un funcionario dijo que las áreas designadas no incluirán Mogadiscio y Puntlandia. El capitán Jeff Davis, portavoz del Pentágono, dijo que "el apoyo adicional brindado por esta autoridad ayudará a negar refugios seguros a al-Shabaab desde los cuales podría atacar a ciudadanos estadounidenses o intereses estadounidenses en la región". Otro funcionario dijo que la base legal de la nueva autoridad es la AUMF de 2001. A mediados de abril de 2017, se informó que 40 soldados de la 101 División Aerotransportada fueron desplegados en Somalia el 2 de abril de 2017 para mejorar las capacidades del Ejército de Somalia en la lucha contra los militantes islamistas. AFRICOM declaró que las tropas se centrarán en reforzar las capacidades logísticas del ejército somalí; un portavoz de AFRICOM dijo que "esta misión no está asociada con la enseñanza de tácticas contra el extremismo" y que el gobierno somalí solicitó la capacitación.
El 16 de junio de 2020, Human Rights Watch reveló la inconsistencia en la investigación de las autoridades estadounidenses en un ataque aéreo del 2 de febrero, en el que murió una mujer. Y un ataque del 10 de marzo que mató a cinco hombres, incluido un niño.
El presidente Donald Trump ordenó al Departamento de Defensa que retirara del país a la mayoría de las 700 tropas militares estadounidenses en Somalia en diciembre de 2020. El 16 de mayo de 2022, se anunció que el presidente Joe Biden revocaría la retirada del presidente Trump y enviaría hasta 450 tropas terrestres de regreso a Somalia.

### Etiopía
2009

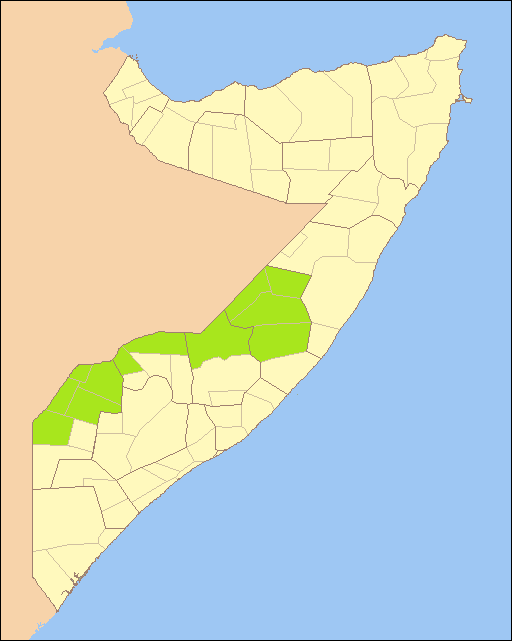
Zona de operaciones etíopes en Somalia desde su retirada oficial en enero de 2009.

El 16 de febrero, el parlamentario somalí Mohamud Sayid Adan, el exalcalde de Mogadiscio Mohamed Omar Habeeb y el oficial de policía local Hassan Dhicisow fueron arrestados por fuerzas etíopes en la ciudad de Dolow en la región de Gedo.
El 28 de mayo, 2 soldados etíopes, 1 civil etíope, 2 soldados somalíes, 4 civiles somalíes (que trabajaban para el gobierno) y 4 insurgentes somalíes murieron cuando los insurgentes atacaron un convoy que transportaba a Omar Hashi Aden, que regresaba de su visita a Etiopía.
El 31 de mayo, las fuerzas etíopes lanzaron operaciones de búsqueda e incautación en Hiraan, en la aldea de Kalaberyr, cerca de Beledweyn.
El 12 de junio, las fuerzas etíopes con varios carros de combate entraron en la ciudad de Balanbal en Galgudud y establecieron bases militares.
El 14 de junio, el ejército etíope dijo que había venido a luchar contra los muyahidines extranjeros que el ejército describió como "enemigos extranjeros de Etiopía y Somalia" y lanzó operaciones para buscarlos en la ciudad de Balanbal que controlan. El jeque Hassan Ya'qub Ali, jefe de asuntos de información de la administración islámica en Kisimayo, advirtió a los etíopes que "no hay dulces ni dátiles para comer aquí en Somalia. Pero los hombres que los expulsaron a la fuerza del país están aquí en Somalia"."
El atentado suicida con bomba del 18 de junio tuvo como objetivo una reunión entre el Gobierno Federal de Transición y los comandantes etíopes.
El 19 de junio, las fuerzas etíopes entraron en Bakool y llegaron a la ciudad de Elberde. Se retiraron después de mantener conversaciones con los ancianos del clan local.
El 22 de junio, las fuerzas etíopes comenzaron a lanzar operaciones de búsqueda e incautación en la intersección de Kala-beyrka en la región de Hiran.
El gobierno etíope luego anunció que no intervendría sin un mandato internacional.
El 30 de junio, las fuerzas etíopes entraron en las aldeas de El-gal e Ilka'adde, que se encuentran a menos de 20 km al norte de la capital regional, Beledweyn. Los informes de la intersección de Kala-beyrka dicen que más tropas adicionales de Etiopía cruzaron desde la frontera.
El 4 de julio, los etíopes se retiraron de sus bases en la ciudad de Banabal en Galgudug.
El 18 de julio, las fuerzas etíopes abandonaron sus bases en la aldea de Yed, en la región de Bakool controlada por los insurgentes.
Durante el fin de semana del 29 al 30 de agosto, las fuerzas etíopes avanzaron hacia Beledweyne, apoyando una ofensiva del gobierno en la parte insurgente de Beledweyne. Se retiraron el 31 de agosto. El asalto a Beledweyne por parte de las fuerzas gubernamentales se produjo cuando el gobernador del Gobierno Federal de Transición de Hiraan (perteneciente a la facción ARS-Yibuti de Sharif Ahmed), el jeque Abdirahman Ibrahim Ma'ow, que controla la otra parte de Beledweyne, retiró el apoyo de su administración al Gobierno Federal de Transición.
2010

El 19 de marzo, Mohammed wali Odowa, portavoz de la administración de Hiraan de Hizbul Islam en Beledweyne, amenazó con que las fuerzas de Hizbul Islam atacarían a cualquier fuerza etíope que entrara en los territorios controlados por Hizbul Islam en Hiraan.
El 20 de mayo, las fuerzas etíopes tomaron el control de las ciudades de Yeed y Elbarde, anteriormente controladas por al-Shabaab, en la región de Bakool. Al-Shabaab había capturado Elbarde del Gobierno Federal de Transición el 20 de abril.
El 18 de julio, las fuerzas etíopes se retiraron de todas sus bases en las regiones de Hiraan y Bakool. Las fuerzas etíopes habían ocupado estos territorios durante dos meses, durante los cuales se enfrentaron varias veces con las fuerzas de al-Shabaab que controlan la mayor parte de Hiraan. Antes de retirarse, liberaron más de 20 camiones que solían viajar entre las regiones central y sur de Somalia.
El 1 de agosto, 27.000 soldados etíopes entraron en Somalia a través de la ciudad fronteriza de Dolo, donde tienen su base 6.000 efectivos etíopes. Avanzaron profundamente en la región de Gedo en dirección a las ciudades de Beledehawa y Elwak, acompañados por milicias de líderes de fracciones proetíopes y somalíes. En Hiraan, las fuerzas etíopes que entraron junto con las fuerzas del GFT intercambiaron disparos con militantes de al-Shabaab y avanzaron hasta el cruce de Kalaber, cerca de Beledweyne. Las tropas etíopes luego se retiraron a Ferfer.
El 29 de agosto hubo una segunda incursión etíope. Un gran número de fuerzas etíopes en vehículos militares, acompañadas por fuerzas del Gobierno Federal de Transición altamente entrenadas, entraron en varias aldeas en la región de Hiraan controlada por al-Shabaab. Esto ocurrió en un momento en que los militantes de al-Shabaab se aventuraban regularmente cerca de la frontera. Hussein Abdallah, un leal a ASWJ afirmó que los movimientos eran una acción preliminar para indicar que las autoridades etíopes son capaces de debilitar a los insurgentes islamistas, al liderazgo de al-Shabaab.
El 1 de septiembre, las fuerzas etíopes se adentraron más en la región de Gedo, a través de Dolow, y entraron en la aldea de Yeed, controlada por el Gobierno Federal de Transición. Funcionarios del Gobierno Federal de Transición en la región informaron que planeaban capturar todas las regiones de Bay y Bakool de manos de al-Shabaab.
El 30 de diciembre, las fuerzas del TFG se enfrentaron con las tropas etíopes en el distrito de Jawil, cerca de Beledweyne, después de que las fuerzas etíopes detuvieran a un soldado del TFG. Un soldado del TFG y un civil resultaron heridos en los enfrentamientos.
2011

El 3 de enero, el funcionario de Ahlu Sunna Waljamaa, Sheikh Abdi Badel Sheikh Abdullahi, se quejó de las fuerzas etíopes en la ciudad de Dolo, en la región de Gedo. La ciudad está controlada por 300 fuerzas de ASWJ y TFG, pero también alberga varias bases militares etíopes. Las fuerzas etíopes habían pedido a los combatientes de ASWJ en el distrito que depusieran las armas. Según un funcionario del TFG, tres comandantes etíopes llegaron entonces a la ciudad de Dolo y ordenaron a las fuerzas del TFG que se desarmaran. Luego, las tropas etíopes desarmaron a varias fuerzas del TFG y ASWJ. Sheikh Abdullahi alegó que las fuerzas etíopes estaban haciendo esto porque estaban indignadas por la capacidad militar de ASWJ.
El 19 de noviembre, un testigo presencial informó que un gran número de tropas etíopes cruzaron hacia Somalia. Las autoridades etíopes lo negaron.
Después de una conferencia multinacional celebrada el 25 de noviembre en Addis Abeba, la IGAD anunció que el gobierno etíope había acordado apoyar la campaña de las fuerzas aliadas contra Al-Shabaab.
El 31 de diciembre de 2011, los soldados del Gobierno Federal de Transición y alrededor de 3.000 soldados del ejército etíope aliado atacaron Beledweyne a primera hora de la mañana y la capturaron después de horas de lucha. Posteriormente tomaron el control de Baidoa, entre otras zonas.
2012

El 22 de octubre de 2012, el portavoz de la Misión de la Unión Africana en Somalia (AMISOM), coronel Ali Aden Humed, hablando con periodistas en Mogadiscio el sábado, dijo que las fuerzas etíopes presentes en partes de las regiones de Somalia pronto se retirarán del país. El portavoz dijo que las tropas de AMISOM tomarán las áreas donde las fuerzas etíopes se encuentran en este momento. "El plan de AMISOM es tomar las posiciones ocupadas por las fuerzas etíopes en partes de las regiones del país, las tropas etíopes pronto se retirarán a su posición a lo largo de la frontera con Somalia", dijo el coronel Ali Aden Humed.
2013

En 2013, el ministro de Relaciones Exteriores de Etiopía, Tedros Adhanom, anunció que las tropas etíopes se retiraban de Baidoa porque la situación sobre el terreno era relativamente estable y las fuerzas militares somalíes y de la AMISOM ahora podían asumir las funciones de seguridad. La retirada estuvo bien planificada y coordinada. Adhanom agregó que una retirada podría haber ocurrido doce meses antes, pero las fuerzas aliadas en ese momento no estaban preparadas para tomar el control, por lo que se pospuso la medida. Además, afirmó que Eritrea estaba tratando de desestabilizar Somalia y sus alrededores, y que la comunidad internacional debería tomarse la situación en serio, ya que Eritrea supuestamente también seguía apoyando a Al-Shabaab. Tras el tiroteo en Westgate en Nairobi por agentes de Al Shabaab, el gobierno etíope detuvo sus planes de retirarse completamente de Somalia. En noviembre de 2013, el gobierno etíope anunció que integraría sus tropas desplegadas en Somalia en la fuerza multinacional AMISOM. La ministra de Relaciones Exteriores de Somalia, Fowzia Haji Yussuf, acogió con satisfacción la decisión y afirmó que la medida impulsaría la campaña de AMISOM contra el grupo insurgente. También enfatizó la importancia de la colaboración entre Somalia y Etiopía. El anuncio de las autoridades etíopes se produjo un mes después de un intento fallido de atentado con bomba en octubre por parte de Al-Shabaab en la capital etíope de Addis Abeba, y una semana después de que Etiopía recibiera una nueva amenaza terrorista del grupo insurgente. Según la portavoz del Ministerio de Relaciones Exteriores de Etiopía, la embajadora Dina Mufti, la decisión del ejército etíope de unirse a la AMISOM tiene como objetivo hacer que la operación de mantenimiento de la paz sea más segura. Los analistas también sugirieron que la medida fue motivada principalmente por consideraciones financieras, con los costos operativos de las fuerzas etíopes ahora programados para estar por debajo del presupuesto de asignación de AMISOM. Se cree que la larga experiencia del ejército etíope en territorio somalí, su equipo, como helicópteros, y el potencial para una coordinación más estrecha ayudarán a las fuerzas aliadas a avanzar en sus conquistas territoriales. Por otro lado, existe cierto malestar tras la entrada de Etiopía en la AMISOM debido a la animosidad local originada por la intervención de mano dura de Etiopía en 2006. También existe el temor de que Al Shabaab pueda utilizar la animosidad somalí hacia Etiopía como grito de guerra y para reclutar a más miembros. También se cree que algunas tropas etíopes en Somalia operan independientemente de la AMISOM.
2014

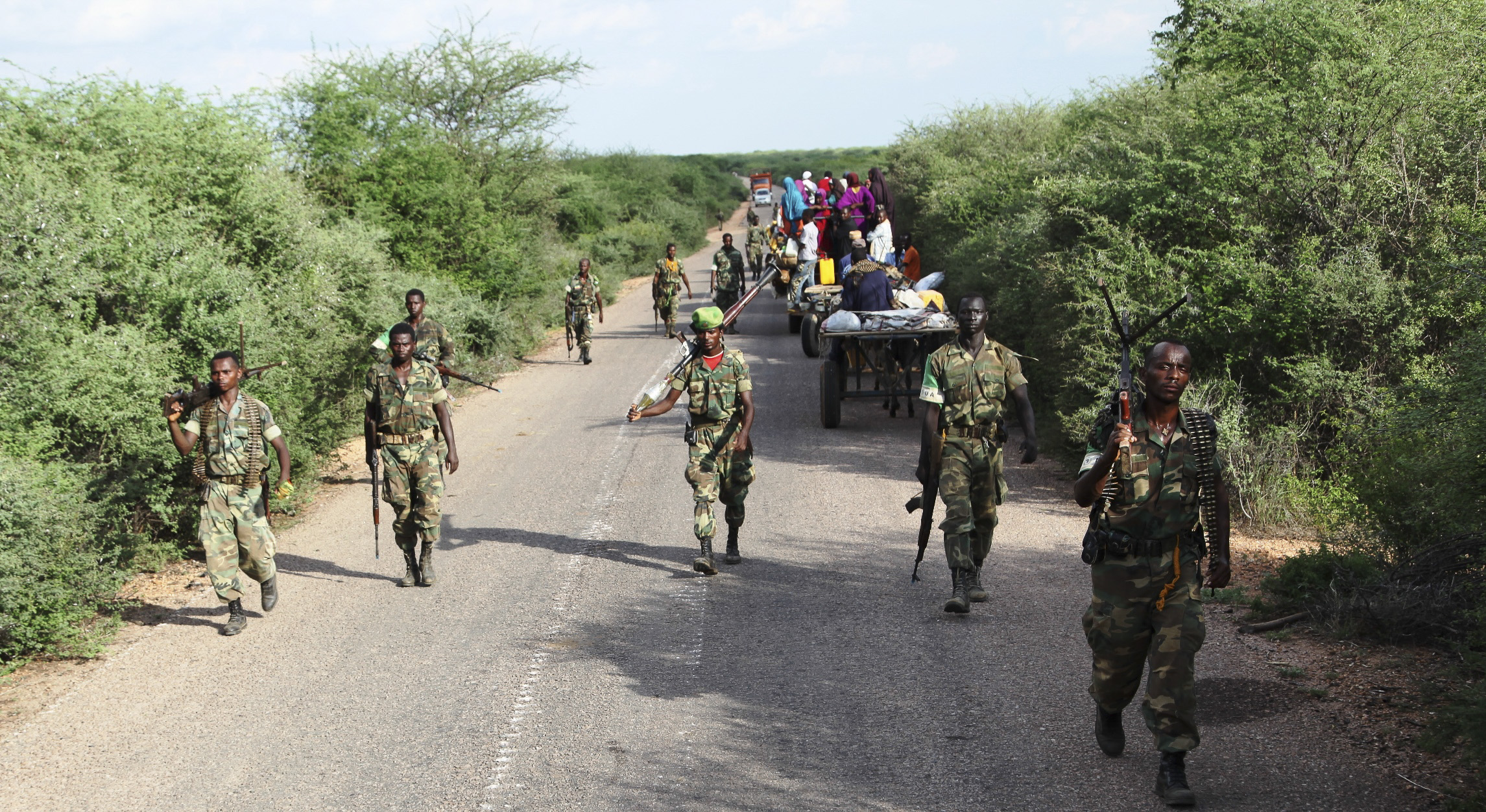
Tropas etíopes en Somalia, 2014.

En diciembre de 2014, el gobierno etíope ofreció reemplazar el último contingente de AMISOM de Sierra Leona con nuevos refuerzos militares etíopes.
2015-2018

En 2015, la Misión de la Unión Africana en Somalia (AMISOM), anunció una nueva operación militar contra Al Shabaab, para eliminarlo de los últimos bastiones en Somalia. La operación también involucró a la Defensa Nacional de Etiopía y a las Fuerzas de Defensa de Kenia.
A fines del mes de julio de 2015, la AMISOM y el Ejército Nacional de Somalia recuperaron muchas aldeas y ciudades importantes de Baardhere y Dinsoor.
El 15 de diciembre de 2018 hubo manifestaciones en la ciudad de Baidoa, en Somalia, de simpatizantes de Mukhtar Robow, candidato a la presidencia, detenido dos días antes por las fuerzas gubernamentales y trasladado a Mogadiscio. Rowbow es un exmiembro de al-Shabab. La Misión de la Unión Africana en Somalia (AMISOM) anunció en un comunicado que sus fuerzas no ayudaron en el arresto de Rowbow ni en su traslado a Mogadiscio.
2020

El 4 de mayo de 2020, un avión de pasajeros Embraer EMB 120 Brasilia de East African Express Airways en un vuelo chárter que entregaba suministros de ayuda para la pandemia de COVID-19 se estrelló al acercarse a Berdale, Somalia, matando a los 2 tripulantes y 4 pasajeros sin ingresos a bordo. El 10 de mayo, un informe filtrado de la AMISOM afirmaba que las tropas terrestres de la Fuerza de Defensa Nacional de Etiopía que operaban fuera de la autoridad de la AMISOM habían derribado la aeronave, creyendo erróneamente que se trataba de un ataque suicida. Esta acusación encendió una renovada controversia sobre las incursiones etíopes no autorizadas en Somalia para luchar contra Al-Shabaab. Las autoridades de Etiopía, Kenia y Somalia han iniciado una investigación conjunta del accidente.
2021

En agosto de 2021, dos miembros del Frente de Liberación Popular de Tigray tomaron el control de la ciudad de Baardhere en la región de Gedo.

### Kenia

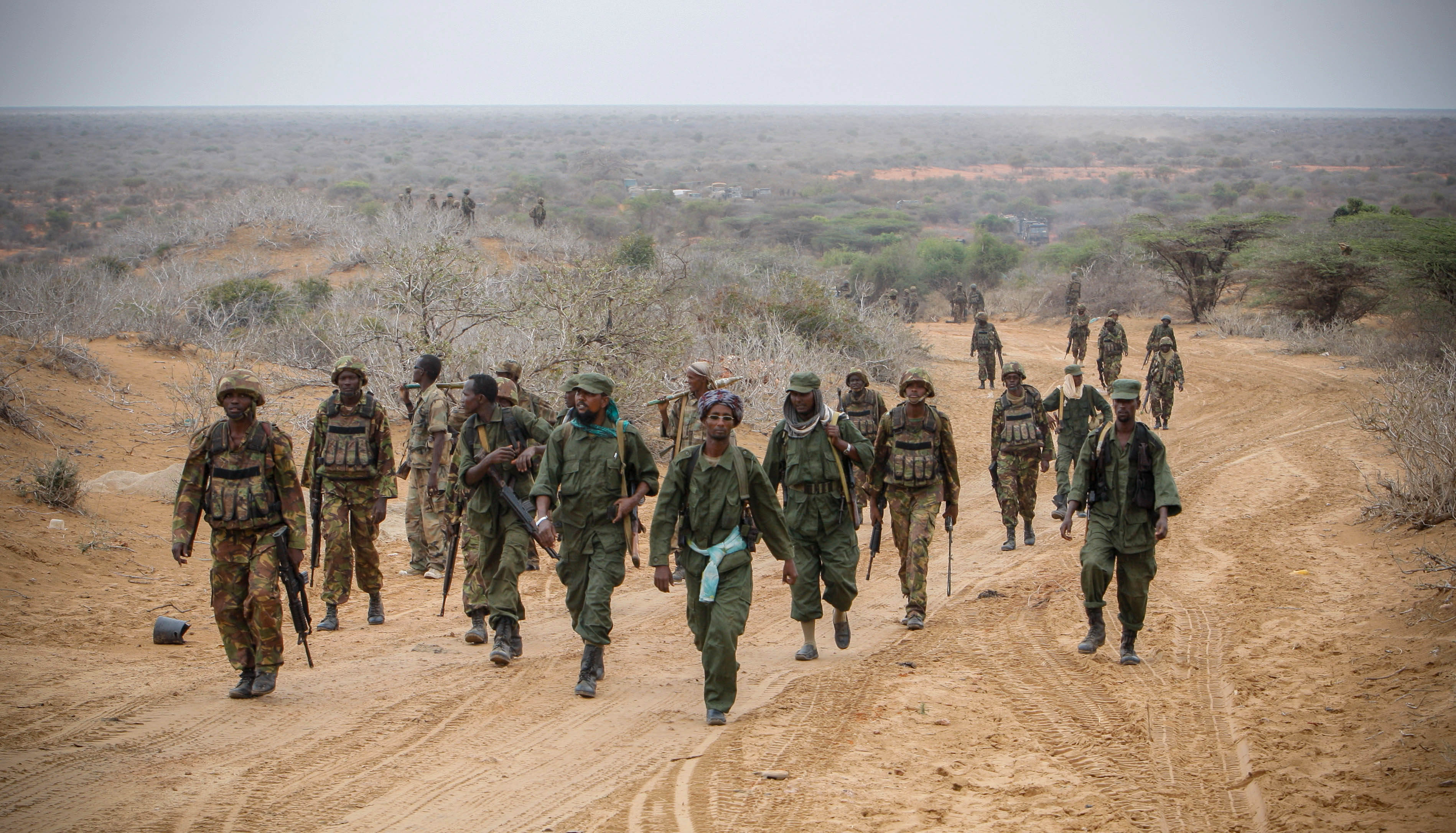
Soldados kenianos y combatientes de las Brigadas Ras Kamboni, una milicia aliada al gobierno somalí, 2012.

#### Reclutamiento de Kenia
Según informes de prensa, funcionarios gubernamentales somalíes y kenianos han reclutado y capacitado a refugiados somalíes en Kenia y ciudadanos kenianos de etnia somalí para luchar contra los insurgentes en Somalia. Sin embargo, el jefe del estado mayor militar somalí y los portavoces del gobierno de Kenia lo han negado.

#### Choque fronterizo entre Kenia y Al-Shabaab en 2010
El 20 de julio de 2010, se produjeron enfrentamientos fronterizos entre insurgentes de Kenia y Al-Shabaab cuando hombres armados de la milicia atacaron una patrulla fronteriza de Kenia a lo largo de la zona fronteriza en Liboi, Lagdera. Hubo un feroz intercambio de fuego posterior entre los dos bandos que provocó la muerte de 2 milicianos y heridas a un oficial de Kenia. Posteriormente, cientos de miembros del personal de seguridad fueron desplegados en la frontera tras el enfrentamiento y debido a los continuos enfrentamientos entre dos grupos de milicianos en la ciudad vecina de Dobley, Somalia. Al-Shabaab se había atribuido previamente la responsabilidad de un mortal atentado suicida en Uganda en julio.

#### Operación Linda Nchi
En octubre de 2011, las Fuerzas de Defensa de Kenia iniciaron la Operación Linda Nchi contra Al-Shabaab en el sur de Somalia. La misión fue dirigida oficialmente por las fuerzas armadas somalíes, con las fuerzas armadas de Kenia brindando apoyo. A principios de junio de 2012, las fuerzas de Kenia se integraron formalmente en la AMISOM.

#### Ataque al campamento Simba
El 5 de enero de 2020, militantes de Al-Shabaab lanzaron un ataque en Camp Simba en Manda Air Strip utilizado por tropas kenianas y estadounidenses en el condado de Lamu, Kenia, el ataque fue repelido y dejó 3 ciudadanos estadounidenses muertos; 1 militar y dos contratistas. Cuatro militantes murieron en el ataque y cinco fueron detenidos. Además, seis aeronaves y vehículos terrestres resultaron destruidos o dañados en la pista de aterrizaje. Algunos de los fuselajes perdidos incluyeron un De Havilland Canada Dash 8 y dos helicópteros.

## Piratería
Según los informes, los funcionarios gubernamentales de la administración de Galmudug en el distrito norte-central de Hobyo también intentaron utilizar bandas de piratas como baluarte contra los insurgentes islamistas de las zonas de conflicto del sur de Somalia. Se alega que otros piratas llegaron a acuerdos propios con los grupos islamistas, aunque un alto comandante de la milicia Hizbul Islam prometió erradicar la piratería imponiendo la ley sharia cuando su grupo tomó brevemente el control de Harardhere en mayo de 2010 y expulsó a los piratas locales.